# Avi Kaplan
Pour les articles homonymes, voir Kaplan.
Avriel Kaplan, dit Avi Kaplan, est un chanteur et compositeur américain, né le 17 avril 1989. Ancien membre du groupe a cappella Pentatonix, il est connu pour sa voix grave et profonde, et a souvent joué le rôle de basse vocale de Pentatonix. En mai 2017, Kaplan a annoncé qu'il quitterait Pentatonix après sa prochaine tournée.
Au moment de son départ de Pentatonix, Avi Kaplan lança son projet solo de musique folk, sous le nom « Avriel & the Sequoias », dans lequel, en plus du chant, il joue également de la guitare. La première chanson sous ce nom, Fields and Pier, est sortie le 29 avril ; et son premier EP, Sage and Stone , est sorti le 9 juin 2017. Le 22 mars 2019, est également sortie sa première chanson sous le nom d'Avi Kaplan, Change on the Rise .
Il a remporté trois Grammy Awards avec Pentatonix ,.

## Biographie

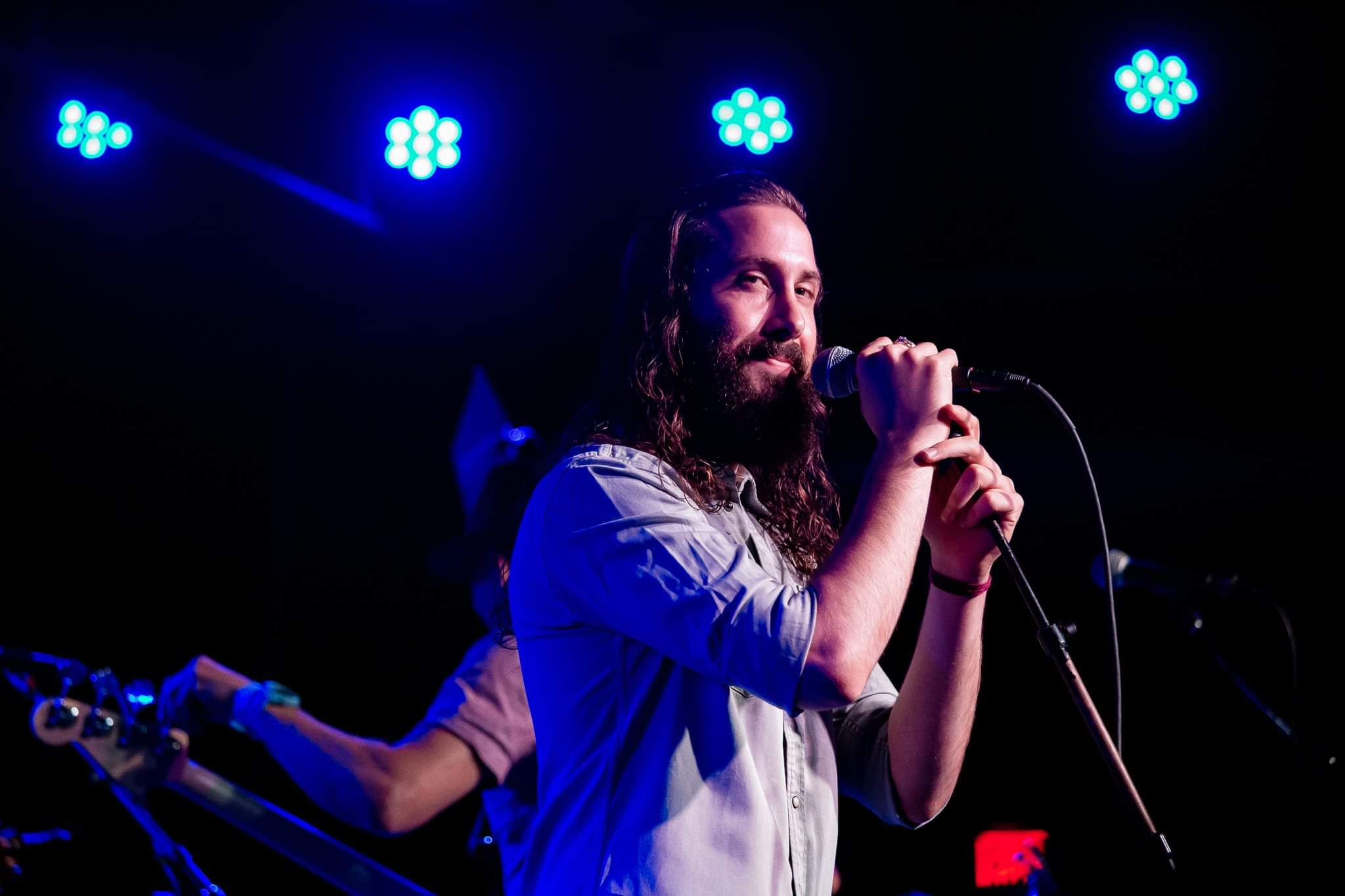

### Jeunesse
Avriel « Avi » Benjamin Kaplan est né et a grandi à Visalia, en Californie. Cadet d'une fratrie de trois enfants, il a deux aînés : un frère, Joshua, et une sœur, Esther, cette dernière étant la responsable des tournées de Pentatonix à partir de janvier 2017. D'une famille juive, sa confession lui a valu d'être victime de harcèlement répété durant son enfance.
Passionné de musique folklorique, Kaplan se rendait souvent dans le parc national Sequoia, situé non loin de chez lui, et qui devint une source d'inspiration pour sa musique. Il considère que ses premières inspirations musicales sont Simon & Garfunkel, John Denver, Crosby, Stills, Nash & Young et Bill Withers. Parmi ses inspirations les plus récentes, figurent Iron & Wine, Bon Iver, Ben Harper et José González.
Avant de rejoindre Pentatonix en tant que musicien professionnel, Kaplan était déjà un artiste a capella accompli, se produisant en chantant des œuvres d'opéra et de jazz.

### Pentatonix
Pentatonix se forma en 2011 avec trois amis, Kirstin Maldonado, Mitch Grassi et Scott Hoying, avec pour objectif de remporter la troisième saison de The Sing-Off. L'émission nécessitant au moins cinq membres, les trois membres d'origine se mirent à la recherche d'un chanteur de basse et d'un beatboxeur pour compléter le groupe. Connaissant Avi Kaplan par un ami commun, Scott Hoying lui envoya un email pour lui proposer de rejoindre le groupe naissant, ce que Kaplan accepta.
Le groupe s'est réuni la veille du début des auditions de The Sing-Off. Le groupe a auditionné avec succès pour le spectacle et a finalement remporté le titre pour 2011. Avi Kaplan joua principalement le rôle de basse vocale du groupe, mais a aussi fréquemment chanté des parties principales solistes.
En tant que membre de Pentatonix, Kaplan a remporté trois prix Grammy. Le 8 février 2015, Pentatonix a remporté un Grammy Award dans la catégorie « Meilleur arrangement, instrumental ou a capella » pour sa chanson « Daft Punk » un mash-up de chansons de Daft Punk. Le 15 février 2016, Pentatonix a remporté un Grammy dans la même catégorie, cette fois pour la chanson « Dance of the Sugar Plum Fairy » de son album « That's Christmas to Me ». Le 12 février 2017, Pentatonix a remporté un Grammy dans la catégorie « Meilleure performance en duo/groupe » pour « Jolene », avec la participation de Dolly Parton .

### Après 2017
Le 29 avril 2017, Kaplan sort « Fields and Pier », sa première chanson en tant qu'artiste solo, sous le nom d'« Avriel & the Sequoias ». Le 12 mai 2017, après six ans avec Pentatonix, Avi Kaplan a annoncé via une vidéo sur Facebook avec les membres du groupe qu'il quitterait le groupe à la fin de leur tournée . Il explique qu'il n'avait plus le temps de voir ses amis et sa famille ou de faire une pause pour se ressourcer. Il continuera à faire de la musique malgré tout, et son expérience avec Pentatonix fut magnifique . Son premier EP, Sage and Stone , est sorti le 9 juin 2017.
Avi Kaplan part durant l'été 2019 pour sa première tournée, The Otherside Tour, qui l'emmène dans de nombreux états américains, comme la Californie, le Texas, le Massachusetts et l'Oregon.

## Discographie

### Avec Pentatonix
- 2012 : PTX Volume 1
- 2012 : PTXmas
- 2013 : PTX, Vol. II
- 2014 : PTX, Vols. 1 & 2
- 2014 : PTX
- 2014 : PTX, Vol. III
- 2014 : That's Christmas To Me
- 2015 : Pentatonix
- 2016 : A Pentatonix Christmas
- 2017 : PTX Vol. IV - Classics

### Avriel & the Sequoias
- 2017 : Hey Ya
- 2017 : Sweet Adeline
- 2017 : Fields and Pier
- 2017 : Sage and Stone
- 2017 : Quarter Past Four
- 2017 : Song For The Seeker

### En solo
- 2019 : Get Down
- 2019 : Aberdeen
- 2019 : Otherside
- 2019 : I'll Get By
- 2019 : The Summit
- 2019 : Change On The Rise
- 2020 : Chains
- 2020 : Full Moon
- 2020 : Lean On Me
- 2020 : It Knows Me
- 2020 : Born In California
- 2020 : Sweet Adeline Pt.2
- 2020 : Chains - Alt Version
- 2020 : Aberdeen - Alt Version
- 2020 : It Knows Me - Alt Version
- 2020 : I'll Get By (Acoustic)
- 2020 : Born In California (Acoustic)
- 2021 : Song For The Thankful
- 2021 : First Place I Go
- 2022 : All Is Well (feat. Joy Williams)
- 2022 : I Can't Lie
- 2022 : On My Way

### Invité
- 2012 : Black Is the Color of My True Love's Hair (avec Peter Hollens)
- 2014 : Ring of Fire (avec Home Free)

### Albums
- 2020 : I'll Get By

## Tournées
Avi Kaplan s’est lancé dans ses premiers concerts en solo avec « Nashville Residency » à The Basement, à Nashville. Il s’agissait d’une série de cinq spectacles en trois semaines en avril 2019, spectacles qui remportèrent tous un franc succès, étant tous complets . Il était accompagné de Daniel Ellsworth (piano/voix), Jeremy Lister (guitare/voix), Jonathan Lister (batterie/voix) et Kaleb Thomas Jones (guitare basse/voix).
En juillet 2019, Avi Kaplan a commencé la tournée Otherside qui l’a conduit dans les états de Californie, de Washington et de l'Oregon. La tournée s’est poursuivie en août 2019 à destination de New York, du Massachusetts, de l’Illinois, du Missouri, de l’Oklahoma et du Texas .